# Светловка (Белебеевский район)
Светловка (баш. Светловка) — деревня в Белебеевском районе Республики Башкортостан Российской Федерации. Входит в состав Рассветовского сельсовета. 
С 2005 современный статус.

## Название
Название происходит от фамилии Светлов. 

## География

### Географическое положение
Расстояние до:
- районного центра (Белебей): 5 км,
- центра сельсовета (Алексеевка): 3 км,
- ближайшей ж/д станции (Аксаково): 15 км.

## История
Статус деревня, сельского населённого пункта, посёлок получил согласно Закону Республики Башкортостан от 20 июля 2005 года N 211-з «О внесении изменений в административно-территориальное устройство Республики Башкортостан в связи с образованием, объединением, упразднением и изменением статуса населенных пунктов, переносом административных центров», ст.1:

6. Изменить статус следующих населенных пунктов, установив тип поселения - деревня:
 
5)  в Белебеевском районе:…

о) поселка Светловка Рассветовского сельсовета

## Население
| 2002 | 2009 | 2010 |
| ---- | ---- | ---- |
| 19   | ↗37  | ↗38  |

Национальный состав
Согласно переписи 2002 года, преобладающие национальности — русские (42 %), башкиры (32 %).

## Инфраструктура
Личное подсобное хозяйство с зоной сельскохозяйственного использования, индивидуальная застройка усадебного типа.

## Транспорт
Деревня доступна автотранспортом. 